# Milanion alaricus
Milanion alaricus är en fjärilsart som beskrevs av Carl Plötz 1884. Milanion alaricus ingår i släktet Milanion och familjen tjockhuvuden. Inga underarter finns listade i Catalogue of Life.